# Felídeos
Felídeos (latim científico: Felidae) são uma família de animais mamíferos digitígrados, da ordem dos carnívoros. Existem muitas espécies selvagens, como os grandes felinos.
Existem duas subfamílias de felídeos: Pantherinae (que inclui tigres, leões, onças-pintadas, leopardo-das-neves e leopardos) e Phelinae (que inclui guepardos, suçuaranas, linces, jaguatiricas e gatos domésticos).
Os primeiros exemplares da família surgiram durante o Oligoceno, há cerca de 25 milhões de anos. Na pré-história, também existia uma terceira subfamília denominada Machairodontinae, em que faziam parte os felídeos dentes-de-sabre como o Smilodon. Apesar das semelhanças superficiais, os também extintos Thylacosmilus e Nimravidae não estão incluídos na família dos felídeos.

## Evolução
Existem atualmente 41 espécies de felídeos. De acordo com  cientistas, os felídeos evoluíram no Eoceno a partir do grupo Viverravidae, que também deu origem às civetas, hienas e aos extintos nimravídeos. O primeiro verdadeiro felídeo foi o Proailurus que viveu na Europa há cerca de 30 milhões de anos, segundo teorias. Este animal tinha corpo longo, patas curtas e um dente molar adicional em cada mandíbula, por comparação aos felídeos modernos. Já no Miocénico, o Proailurus deu origem ao gênero Pseudaelurus que se diversificou em dois grupos: a sub-família Machairodontinae, que inclui os tigres-dente-de-sabre e o Schizailurus, o ancestral da família dos felídeos, que surgiu há mais de 18 milhões de anos.
O primeiro grupo moderno de felídeos a surgir foi a sub-família Acinonychinae, que inclui as chitas modernas (género Acionyx) e a chita norte-americana (género Miracionyx), atualmente extinta.
A sub-família dos felíneos, que agrupa os gatos domésticos, surgiu há cerca de 12 milhões de anos. Os linces surgiram na América do Norte há cerca de 6,7 milhões de anos e daí expandiram-se para a Europa e a Ásia. A primeira espécie reconhecida do género Lynx na Europa é o L. issiodorensis, que viveu há 4 milhões de anos e era maior que os linces atuais, mas com patas relativamente mais curtas.

## Características
Todos os felídeos, sem exceção, são carnívoros obrigatórios. As espécies selvagens são naturalmente solitárias, com algumas exceções como os leões. Gatos domésticos que vivem em condições selvagens também podem formar colônias. Todos os felídeos são normalmente discretos, comumente apresentam hábitos noturnos e gostam de viver em habitats relativamente inacessíveis. No entanto, eles podem ser encontrados em qualquer ambiente e existem espécies conhecidas em quase todos os continentes do planeta, com exceção da região da Australásia e da Antártida.

### Apresentação física

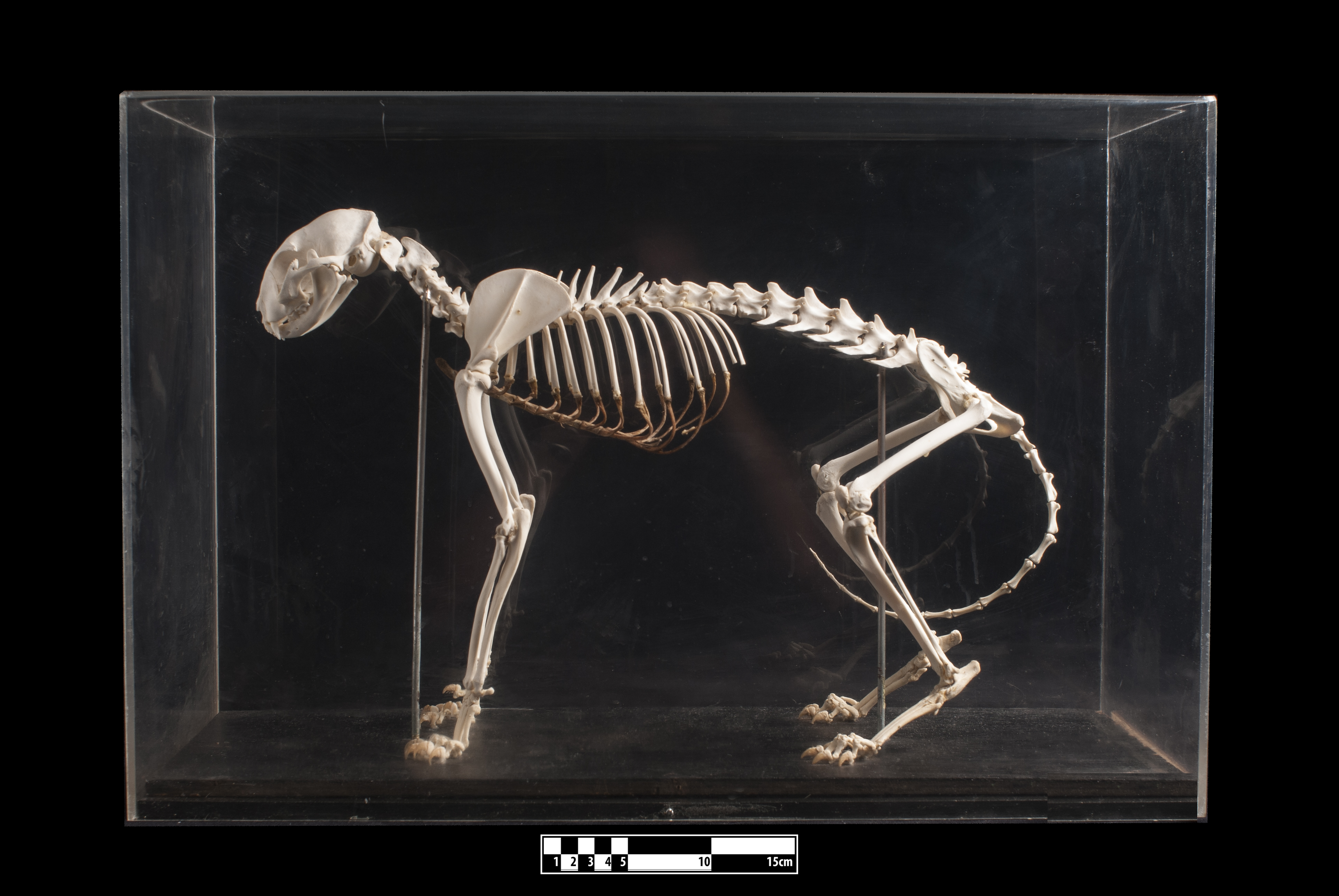
Modelo de esqueleto de um gato em exposição no MAV/USP.

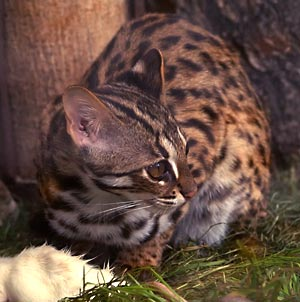
Gato-leopardo.

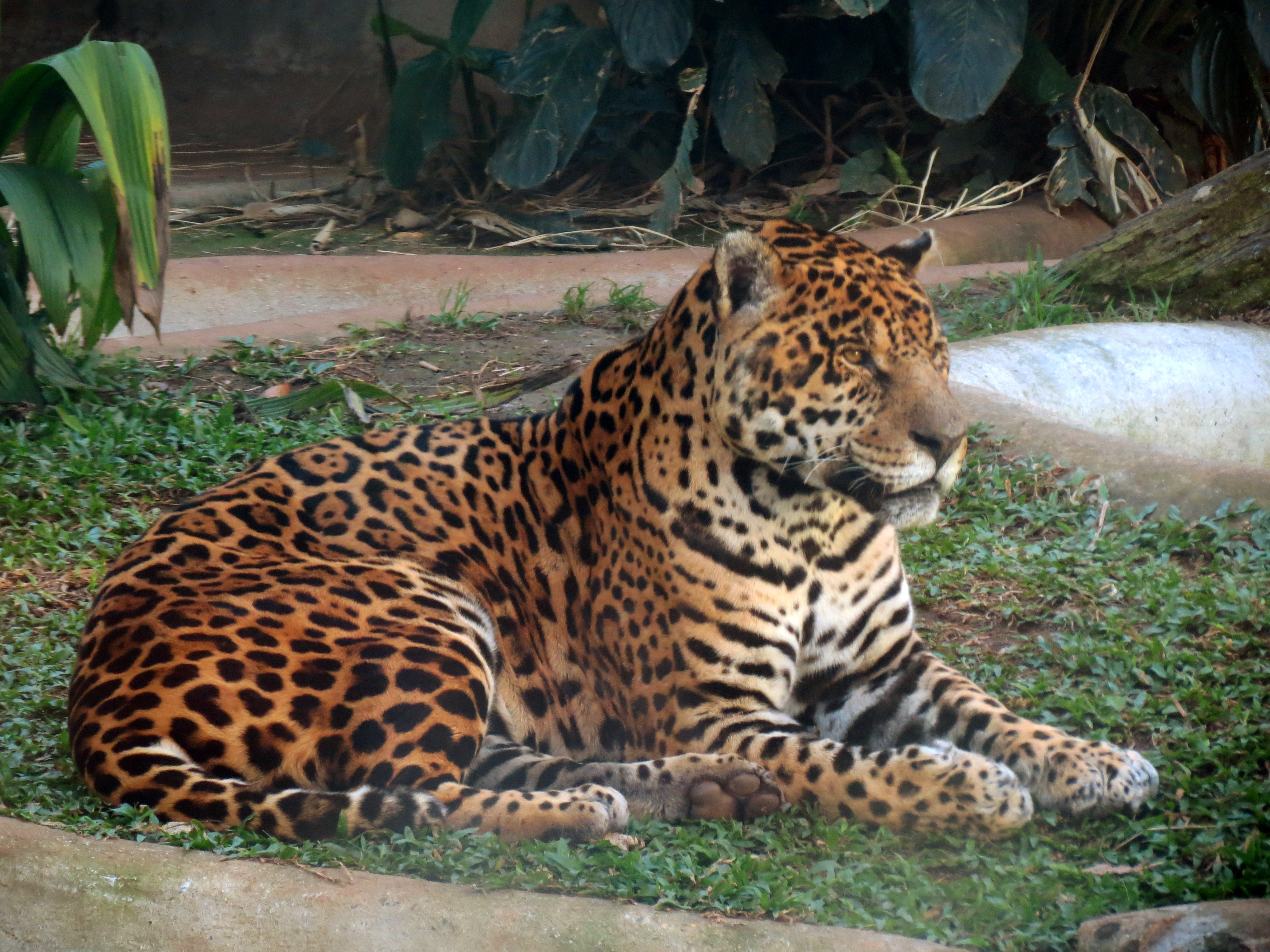
Onça-pintada.

Em geral possuem corpos ágeis e flexíveis com pernas musculosas. Na maioria das espécies a cauda mede entre um terço e a metade do comprimento do resto do corpo, embora existam algumas exceções para mais ou para menos, como a lince-pardo (curta) e o gato-maracajá (mais longa do que o resto do corpo). Todos são digitígrados com almofadas nos pés e garras retráteis. O crânio possui arcos zigomáticos amplos e uma grande crista sagital que permitem a fixação dos fortes músculos próximos da mandíbula.
Quanto ao tamanho geral, é variado. A menor espécie é o gato-bravo-de-patas-negras (cerca de 35 cm de comprimento), enquanto a maior é o tigre (cerca de 350 cm de comprimento) e 300 kg.
A pelagem assume forma distinta nas diferentes espécies, podendo ser muito fina até muito grossa, como é o caso do leopardo-das-neves. A cor também é bastante variada, embora tons de marrom e laranja geralmente marcados com listras ou pintas de cores escuras são as apresentações mais comuns. As únicas espécies que não possuem nenhuma marca na pelagem são os caracais e jaguarundis. Leões e suçuaranas possuem manchas quando jovens perdendo essa característica quando adultos. Em algumas subespécies de leões as manchas, ou rosetas, de um tom mais claro, permanecem até a vida adulta. Muitas espécies apresentam melanismo, sendo possível encontrar animais de coloração inteiramente preta.
A língua dos felídeos é coberta por papilas salientes que raspam a carne e ajudam a retirar ossos e degustar grandes pedaços, também contribuindo na autolimpeza.
Todos os felinos possuem garras retrateis ou semi-retráteis (Guepardo) ligadas ao osso terminal dos pés, podendo "guardá-las" dentro dos dedos em posição de descanso ou prolonga-las para frente para um ataque.

### Sentidos

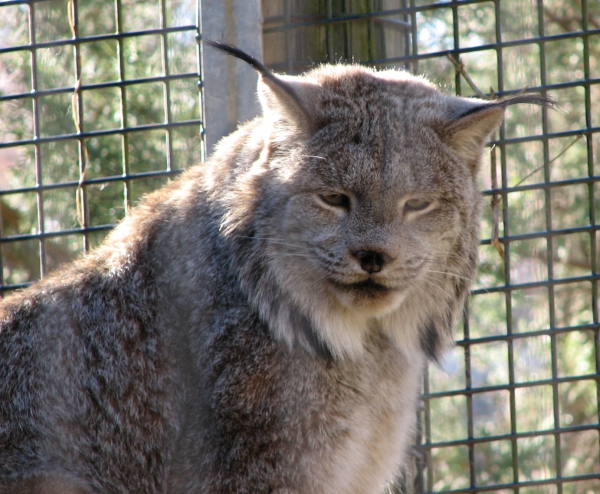
Lince-do-canadá.

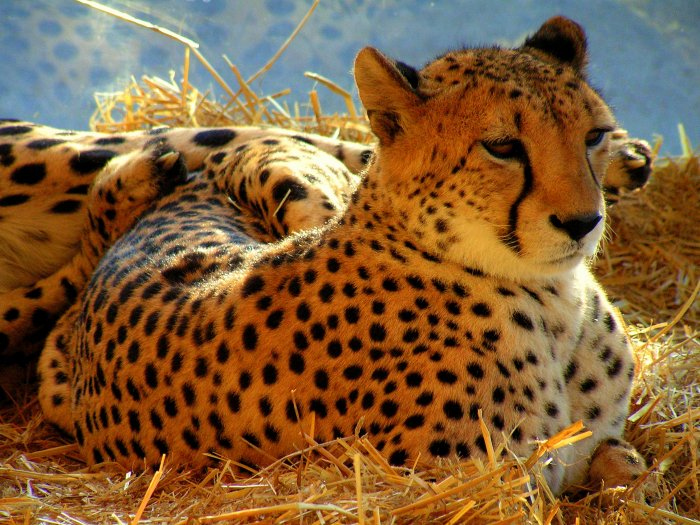
Guepardo.

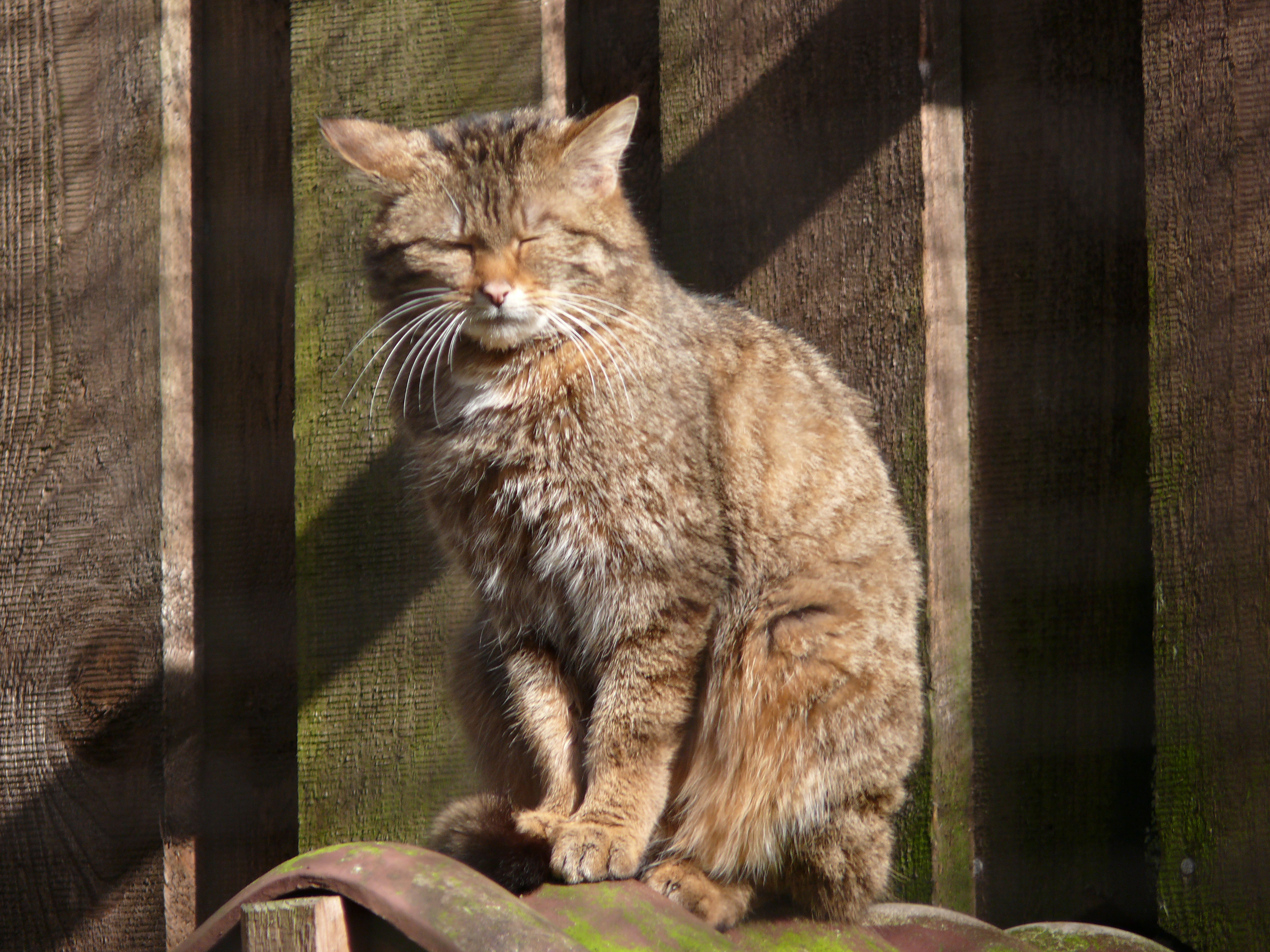
Gato-selvagem.

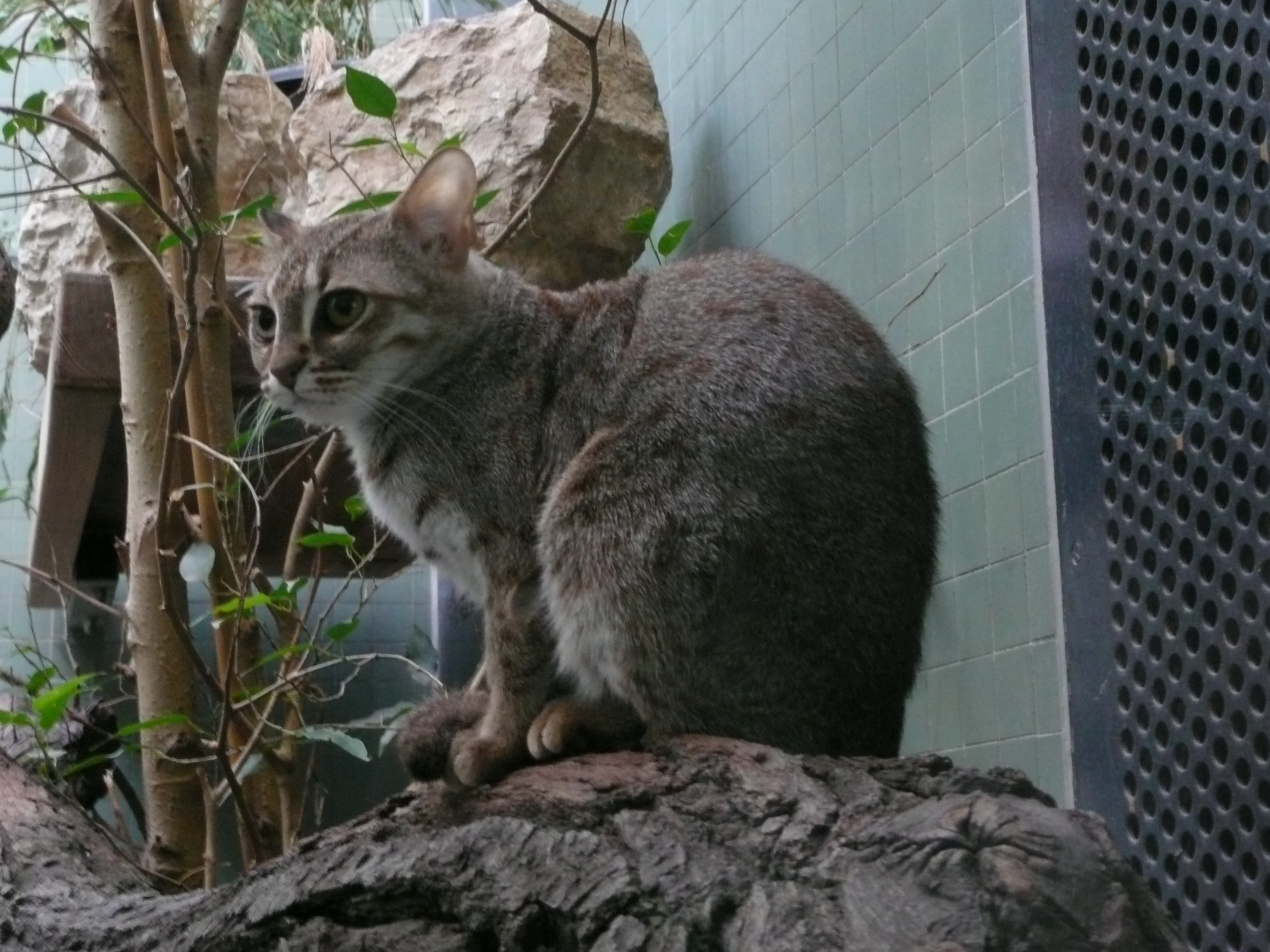
Gato-leopardo-indiano

Os felídeos possuem olhos relativamente grandes, situados para fornecer visão binocular. A visão noturna de todas as espécies da família é excelente, devido a existência de uma membrana chamada tapetum lucidum, que reflete a luz de volta ao globo ocular e dá aos felídeos o famoso brilho em seus olhos. Por isso, os olhos são cerca de seis vezes mais sensíveis à luz do que os dos humanos e quase todas as espécies possuem hábitos ao menos parcialmente noturnos. Além disso, a retina possui uma proporção elevada de bastonetes, a fim de distinguir objetos em movimento em condições de baixa luminosidade, que são complementados com a presença de células cone para distinguir as cores. Isso os faz bons caçadores noturnos, capazes de perceber com clareza alvos em movimento em diferentes condições de luz. No entanto, ainda assim a percepção de cores dos felídeos é relativamente pobre em relação aos humanos, o que prejudica a visão de objetos estáticos.
As orelhas dos felídeos são grandes, e, no caso das espécies menores, bastante sensíveis a sons de alta frequência, o que os permite identificar pequenos roedores.
Eles também possuem um olfato extremamente apurado e desenvolvido, embora não tão bom quanto os canídeos. Esta característica é complementada pela presença do órgão vomeronasal no céu da boca, que permite ao animal sentir o "gosto" do ar. A utilização desse órgão está associada ao reflexo flehmen. A maioria das espécies da família é incapaz de sentir o sabor doce devido a um gene mutante em suas papilas gustativas.
Os felídeos possuem vibrissas ("bigodes") altamente sensíveis fincados profundamente dentro da pele que fornecem ao animal informação sensorial a respeito de qualquer movimento mínimo do ar, sendo muito úteis na caça noturna. Os felídeos também possuem um apurado senso de equilíbrio e respondem rapidamente a situações de risco, o que sustentou a criação do mito de que todos os gatos caem sempre de pé.

### Dentição
Os felídeos possuem um número relativamente pequeno de dentes em comparação aos outros carnívoros, uma característica que está associada ao fato de seus focinhos serem curtos. Com algumas exceções, como nas linces, os felídeos possuem todos a seguinte fórmula dentária: {\displaystyle {\tfrac {3.1.3.1}{3.1.2.1}}\times 2=30}. Os dentes caninos são grandes em todas as espécies atuais e nos extintos tigres-dentes-de-sabre eram destacadamente maiores. O terceiro pré-molar superior e o molar inferior são adaptados como carniceiros, adequados para cortar, rasgar e triturar carne. A mandíbula dos felídeos só consegue se movimentar verticalmente, o que prejudica uma mastigação eficiente, porém contribui para que os poderosos músculos masseter ajudem a imobilizar a presa.

### Vocalização

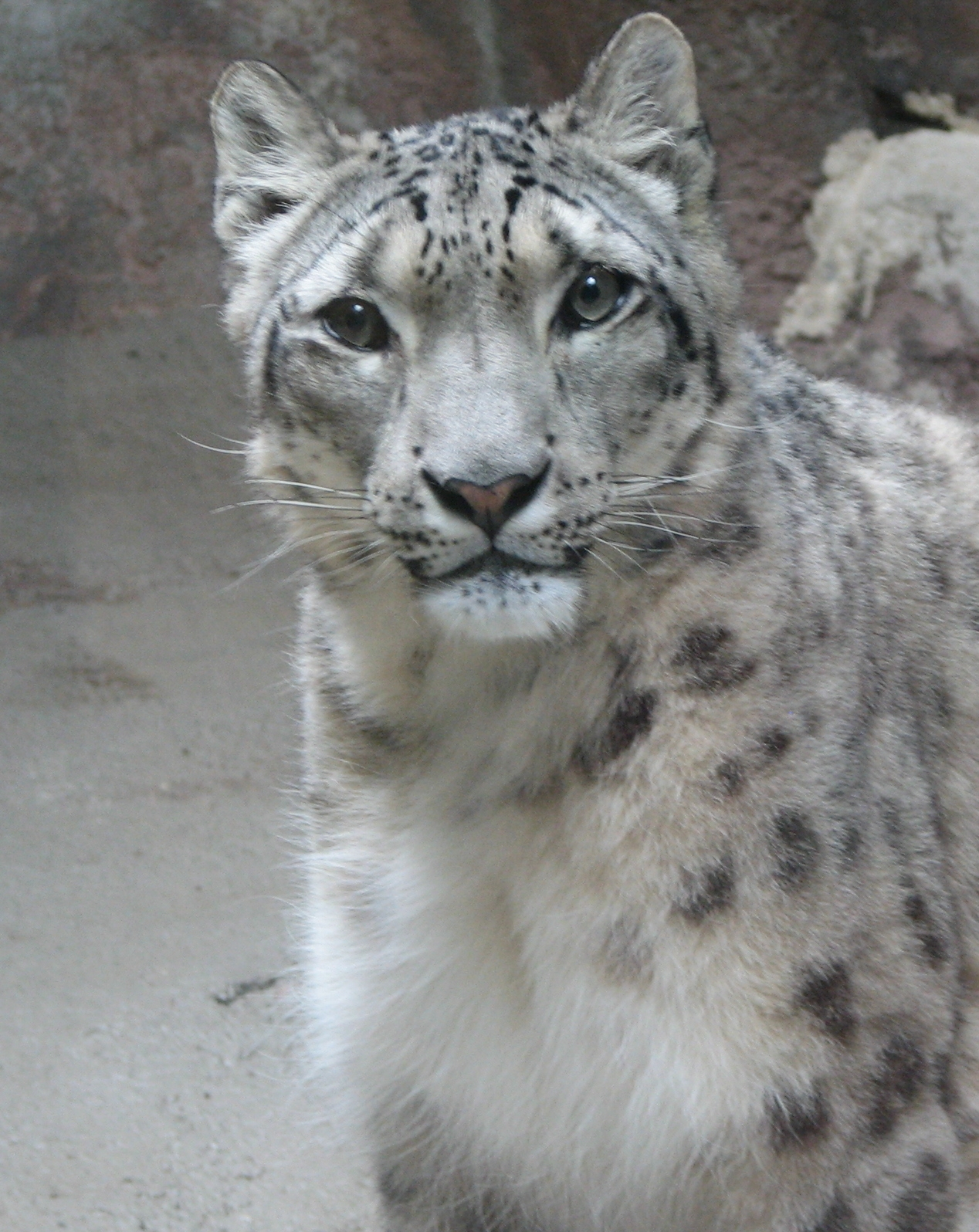
Leopardo-das-neves.

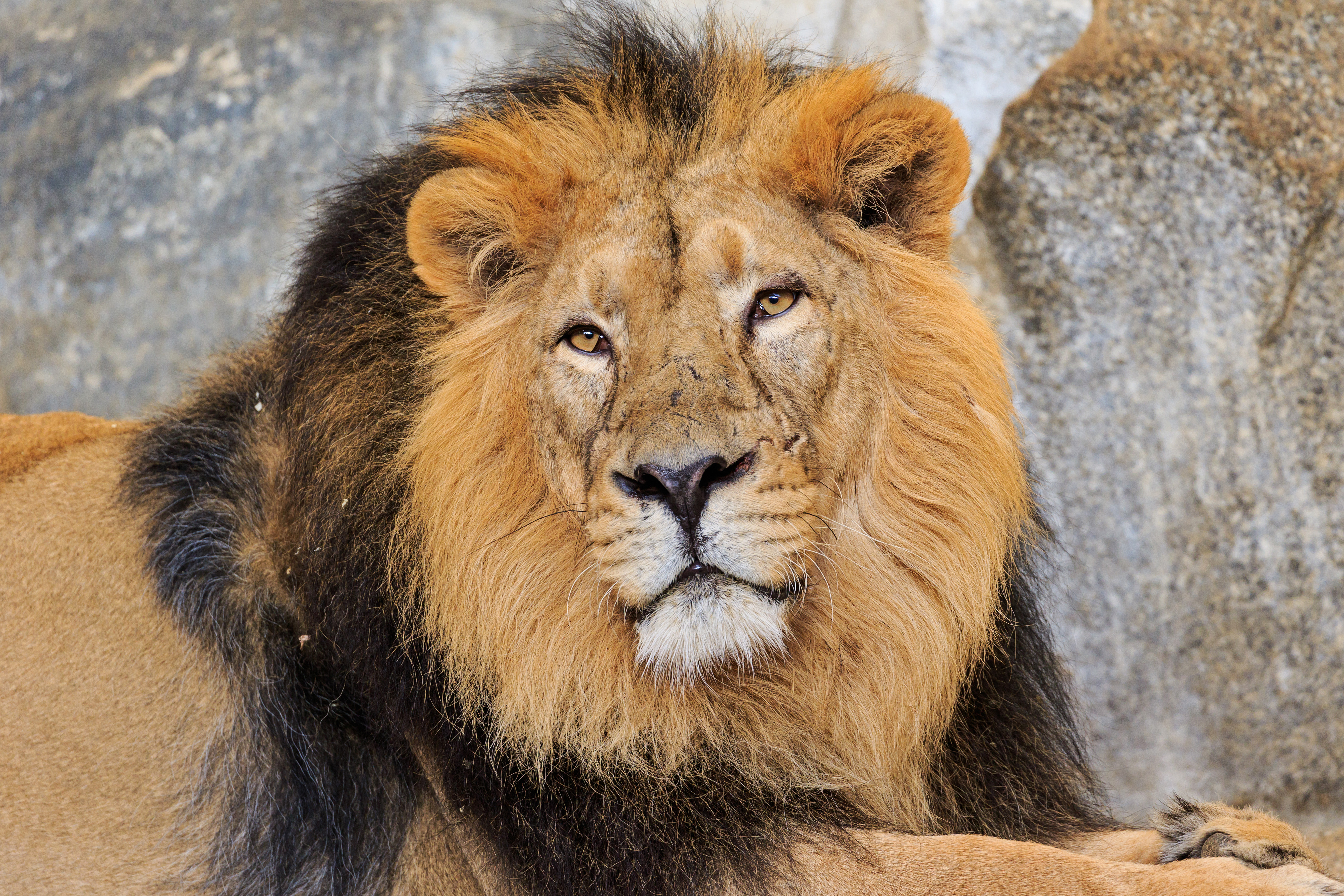
Leão.

Todos os felídeos compartilharam um conjunto semelhante de vocalizações, mas com alguma variação entre as espécies. As espécies maiores produzem sons mais profundos e a frequência das vocalizações dos felídeos variam de 50 a 1 000 Hz.
A maioria das espécies de felídeos consegue produzir sons de "escarrada", "chiar", rosnar e miar. Os três primeiros são usados num contexto agressivo, podendo indicar posturas defensivas e de ataque contra espécies diferentes ou em disputas entre a mesma espécie. O miado é usado como um chamado de curta distância, normalmente entre a mãe e os filhotes, ou como um chamado de média distância durante a época de acasalamento. Os gatos domésticos miam com mais frequência e normalmente o fazem para chamar a atenção de humanos.
A maioria dos felídeos é capaz de ronronar, vibrando os músculos de sua laringe para produzir um ruído característico. Nas espécies selvagens, as mães costumam ronronar exclusivamente enquanto cuidam de seus filhotes. Já os gatos domésticos ronronam com maior frequência e em diversas situações. Existem debates acerca de quais espécies ronronam e quais não, mas sabe-se que todos os pequenos felídeos o fazem, com controvérsias a respeito da existência ou não dessa capacidade entre os grandes felinos, suçuaranas e guepardos.
Outras vocalizações de saudação também são encontradas em pequenos felídeos e existem algumas vocalizações exclusivas das espécies grandes, como um som semelhante a de um espirro (chamado em inglês de prusten) utilizado como cumprimento entre animais amigáveis; o rugido, outro som exclusivo das espécies maiores, possui sonoridade alta e é comumente usado em disputas territoriais. A capacidade de rugir vem da laringe e osso hioide, especialmente adaptados para este fim. Somente leões, leopardos, tigres e onças são capazes de rugir verdadeiramente, embora algumas espécies, como o leopardo-das-neves, consigam emitir um miado/grunhido de sonoridade alta e semelhante, porém menos estruturado. Também é comum em felídeos o som de sibilos e silvos, que podem ser emitidos em variadas situações.

## Taxonomia de espécies existentes e extintas

### SubfamíliaPantherinae
- Gênero Panthera
  - Panthera leo (Linnaeus, 1758) - Leão
  - Panthera tigris (Linnaeus, 1758) - Tigre
  - Panthera pardus (Linnaeus, 1758) - Leopardo
  - Panthera onca (Linnaeus, 1758) - Onça-pintada ou Jaguar
  - Panthera uncia - Leopardo-das-neves
- Gênero Neofelis
  - Neofelis nebulosa (Griffith, 1821) - Pantera-nebulosa
  - Neofelis diardi (Cuvier, 1823) - Pantera-nebulosa-de-bornéu

### Subfamília dosfelíneos
- Gênero Catopuma
  - Catopuma temminckii - Gato-bravo-dourado-da-ásia
  - Catopuma badia - Gato-vermelho-de-bornéu
- Gênero Pardofelis
  - Pardofelis marmorata - Gato-marmoreado
- Gênero Caracal
  - Caracal caracal - Caracal
  - Caracal aurata - Gato dourado africano
- Gênero Leptailurus
  - Leptailurus serval - Serval
- Gênero Leopardus
  - Leopardus pardalis (Linnaeus, 1758) -  Jaguatirica
  - Leopardus wiedii (Schinz, 1821) - Gato-maracajá
  - Leopardus colocolo (Molina, 1782) - Gato-palheiro
  - Leopardus jacobita (Cornalia, 1865) - Gato-andino
  - Leopardus tigrinus - Gato-do-mato
  - Leopardus geoffroyi (d'Orbigny & Gervais, 1844) - Gato-do-mato-grande
  - Leopardus guigna (Molina, 1782) - Gato-chileno
  - Leopardus guttulus (Hensel, 1872) - Gato-do-mato-pequeno
- Gênero Lynx
  - Lynx lynx  - Lince-euroasiático
  - Lynx pardinus - Lince-ibérico
  - Lynx canadensis  - Lince-do-canadá
  - Lynx rufus  - Lince-pardo
- Gênero Acinonyx
  - Acynonix jubatus - Guepardo ou Chita
- Gênero Puma
  - Puma concolor (Linnaeus, 1771)  - Onça-Parda ou Puma
  - Puma yagouaroundi (Lacépède, 1809) - Jaguarundi
- Género Prionailurus
  - Prionailurus bengalensis  - Gato-leopardo
  - Prionailurus viverrinus - Gato-pescador
  - Prionailurus planiceps - Gato-de-cabeça-chata
  - Prionailurus rubiginosus  - Gato-leopardo-indiano
  - Prionaiulurus iriomotensis - Gato-de-iriomote
- Gênero Felis
  - Felis silvestris  - Gato-selvagem
    - Felis silvestris cattus  - Gato-doméstico

  - Felis margarita  - Gato-do-deserto
  - Felis chaus  - Gato-da-selva
  - Felis nigripes - Gato-bravo-de-patas-negras
  - Felis bieti - Gato-chinês-do-deserto
  - Felis manul (Pallas, 1776) - Gato-de-pallas ou manul

### Subfamília †Machairodontinae
- Gênero †Smilodon

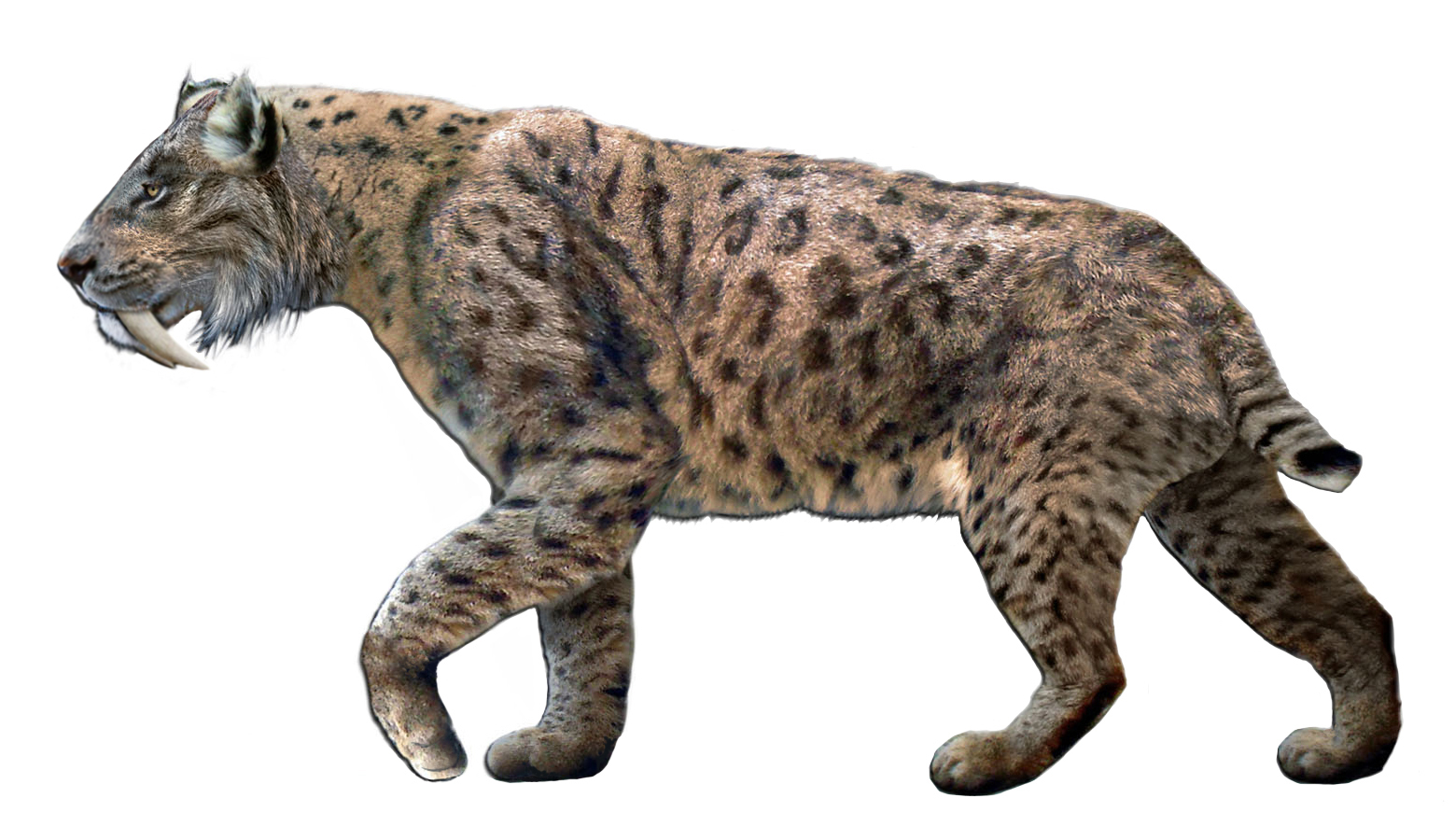
Um "tigre-dente-de-sabre" um felino típico da subfamília machairodontinae.

  - †Smilodon gracilis - Tigre-dente-de-sabre ancestral
  - †Smilodon populator - Tigre-dente-de-sabre sul-americano
  - †Smilodon fatalis - Tigre-dente-de-sabre norte-americano
- Gênero †Dinofelis
  - †Dinofelis abeli - Dinofelis-de-abel
  - †Dinofelis barlowi - Dinofelis-africano
  - †Dinofelis paleoonca - Dinofelis-americano
  - †Dinofelis diastemata - Dinofelis-europeu
  - †Dinofelis piveteaui - Dinofelis-de-piveteau
  - †Dinofelis thereailurus - Dinofelis-asiático
- Gênero †Paramachairodus
  - †Paramachairodus Ogygia
  - '†'Parachairodus orientalis
- Gênero †Homotherium
  - †Homotherium latidens - Tigre-de-dente-de-cimitarra eurasiático
  - †Homotherium ethiopicum - Tigre-de-dente-de-cimitarra etíope
  - †Homotherium serum - Tigre-de-dente-de-cimitarra norte-americano
  - †Homotherium venezuelensis - Tigre-de-dente-de-cimitarra venezuelano
- Gênero †Xenosmilus
  - †Xenosmilus hodsonae - Xenosmilo
- Gênero †Megantereon
  - †Megantereon ekidoit
  - †Megantereon cultridens - Megantereon-europeu
  - †Megantereon hesperus - Megantereon-norte-americano
  - †Megantereon inexpectatus - Considerado por alguns autores como um sinônimo de M. falconeri ou de M. cultridens.
  - †Megantereon microta
  - †Megantereon whitei - Megantereon-africano
  - †Megantereon vakhshensis
  - †Megantereon falconeri - Megantereon-asiático

## Felídeos híbridos
- Ashera
- Leopon
- Ligre
- Pumapardo
- Tigreão
- Jagleão
- Hienas